# Condado de Adams (Nebraska)
El condado de Adams (en inglés: Adams County), fundado en 1867 y con su nombre en honor al presidente John Adams, es un condado del estado estadounidense de Nebraska. En el año 2000 tenía una población de 31.151 habitantes con una densidad de población de 21 personas por km². La sede del condado es Hastings.

## Geografía
Según la oficina del censo el condado tiene una superficie total de 1461 km² (564,1 mi²), de los que 1458 km² (562,9 mi²) son tierra y 3 km² (1,2 mi²) (0,13%) son agua.

## Condados adyacentes
- Condado de Hall - norte
- Condado de Clay - este
- Condado de Webster - sur
- Condado de Kearney - oeste
- Condado de Buffalo - noroeste

## Demografía
Según el censo del 2000 la renta per cápita media de los habitantes del condado era de 37.160 dólares y el ingreso medio de una familia era de 45.620 dólares. En el año 2000 los hombres tenían unos ingresos anuales 29.842 dólares frente a los 21.236 dólares que percibían las mujeres. El ingreso por habitante era de 18.308 dólares y alrededor de un 9,30% de la población estaba bajo el umbral de pobreza nacional.

## Ciudades y pueblos
- Ayr
- Hastings
- Holstein
- Juniata
- Kenesaw
- Prosser
- Roseland
- Trumbull (de modo parcial)